# Marianna Marquesa Florenzi

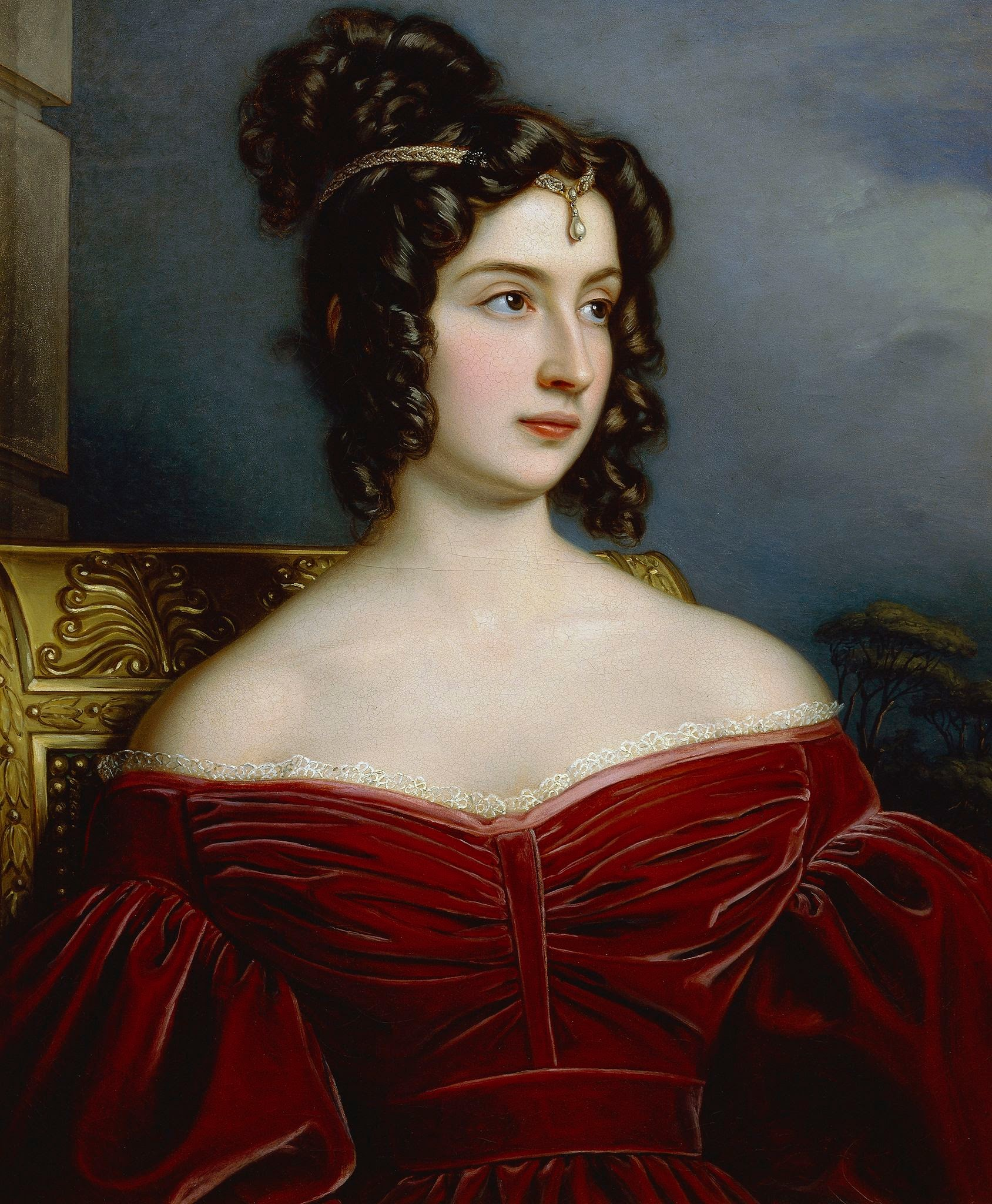
Marchesa Florenzis.

Marianna Marquesa Florenzi (1802 - 15 aprilie 1870, Florența), născută Marianna Bacinetti, a fost o nobilă italiană și translator de lucrări filosofice.
A fost timp de 40 de ani iubita și prietena regelui Ludwig I de Bavaria.